# 大東駿介
大東 駿介（だいとう しゅんすけ、1986年3月13日 - ）は、日本の俳優、タレント、ファッションモデル、ベーシスト。大阪府堺市出身。BLUE LABEL所属。大阪府立堺工業高等学校卒業。旧芸名は大東 俊介（読みは同じ）。バンド・HONEY BADGERのメンバー。

## 略歴
2005年、PIZZA-LA Presents・トップコート杯「Try to Top 2005」でグランプリ・ミコット・エンド・バサラ賞・FINE BOYS賞を受賞。以後、『FINEBOYS』（日之出出版）の専属モデルとして活躍。俳優として、同年に日本テレビ『野ブタ。をプロデュース』でデビュー。以後、TBS『おいしいプロポーズ』などのテレビドラマや映画『リアル鬼ごっこ』などに出演した。
2010年にファンクラブ「Let's」を結成。2010年6月18日に東京都世田谷区内で原付バイクを運転中に、自動車と接触して大腿骨を骨折した。治療のために都内の病院へ入院し、当時出演していたドラマ『タンブリング』の最後の撮影に参加できなかった。7月スタートのテレビ朝日系ドラマ『警視庁継続捜査班』に出演予定だったが加療のために降板し、代役は田島優成が演じた。7月20日に退院して26日から復帰した。
2011年12月1日にトップコートからA.L.C.Atlantisへ所属事務所を移し、現在の芸名に改名した。トップコート時代のファンクラブ「Let's」は解散したが、新たにファンクラブ「FAST」を立ち上げる。
2012年に大河ドラマ『平清盛』で、自身初の時代劇に出演した。
2017年7月31日にファンクラブ「FAST」が廃止された。公式サイトも一時閉鎖していたが、10月25日に再開した。
2023年8月31日、所属事務所A.L.C.Atlantisが同日付で廃業し、所属俳優は他事務所に移籍し活動を継続することが発表された。9月1日、プロダクションレーベルBLUE LABELへの移籍が発表された。移籍に伴い、オフィシャルサイトは閉鎖となったが、Instagram、X（旧Twitter）のマネージャーアカウントは継続。
2023年に、かねてより親交のある千原ジュニアらと共にバンド・HONEY BADGERを結成。2024年1月に、藤井健太郎主催イベント「STILL MORE BOUNCE 2」にてデビューした。

## 人物

### 家族
- 一人っ子である。小学3年生の時に両親が離婚[8]。母は自宅でクリーニング店を一人で営んでいた[8]。2019年11月30日に放送された『A-Studio』では、母親が長期間家に帰って来ないなどネグレクトで中学2年生で極貧生活になり、引きこもりを経験した。中学3年生の頃に近くに住んでいた伯母に引き取られ、育ててもらったことを明かしている[9]。「伯母はわが子のように育ててくれた」と振り返っている[10][11]。
- 父親はタクシー運転手で元々家を空けることが多かったが、8歳の時に失踪する。見つかったという連絡があっても「会うもんか」と意地を張って再会せず、30歳手前になって「やっぱり会おう」と思った時に亡くなっていたことを知った。父親も俳優をしていた時期があった[12]。
- 2020年6月4日の『女性セブン』の報道により、妊娠が判明した一般女性と2015年12月に入籍するも別居婚生活を送っていたこと、子供は3人いることが明らかになった。妻子とは2020年4月から同居を始めたという[13]。

### エピソード
- 中学時代は陸上部に所属し、短距離走の選手だった。
- 芸能界には昔から興味があったが、高校3年生の進路相談の時に、これではいけないと思って「上京します」と宣言。上京後は従兄と一時同居した。役者を志してオーディションを受けた[14]。
- 18歳の時に上京し、原宿のカフェでアルバイトをした[15]。店長は3年間大阪に住んでいたことがあるオーストラリア人で[16]、「人と話すときに“話そう”と思うな」「人の話をじっくり聞き、興味を持つことが大切」だとアドバイスされ[15]、そこから人と話すのが面白くなり[17]、バイトを始めてから1年後[17]の19歳の誕生日に[16]芸能界のオーディションを受けて合格した[15]。
- 仕事で海外に行った際にマラリアに罹り、医者からは「半日遅かったら死んでた」と言われたという[18]。
- 2024年、千原ジュニアからの勧めをきっかけにふんどしを日常的に着用していることを告白した[19][20]。このことをきっかけに日本ふんどし協会から礼の連絡が届き[20]、2025年2月発表の2024年度ベストフンドシストアワードの大賞にも選出された[21]。

### 交友関係
- 小林圭輔（金属バット）とは幼馴染で、親友でもある。中学生の頃に極貧生活で引きこもっていたところを助けてもらった[9]。
- 大東のファンクラブのイベントのMCを務めることが多い永島知洋は、旧ファンクラブ「Let's」からの付き合いで、私生活でも交友がある。同じ事務所の武田航平は、2人が前事務所に在籍していた時から仲が良い。

## 出演

### テレビドラマ
- 野ブタ。をプロデュース（2005年10月15日 - 12月17日、日本テレビ） - 谷口健太 役
- 一週間の恋（2006年1月5日、TBS） - 天使・サチオ 役
- 少しは、恩返しができたかな（2006年3月22日、TBS） - 卓球部員 役
- パンチライン（2006年3月26日、TBS） - 斉藤一馬 役
- おいしいプロポーズ（2006年4月23日 - 6月25日、TBS） - 藤田翔 役
- 鉄板少女アカネ!! 第4話（2006年11月5日、TBS） - フジミネ ヒカル 役
- アンナさんのおまめ（2006年10月13日 - 12月15日、テレビ朝日） - 亀田勇 役
- ヒミツの花園（2007年1月9日 - 3月20日、関西テレビ） - コミック編集部員・三浦 役
- ファースト・キス 第5話（2007年8月6日、フジテレビ） - 羽村コージ 役
- 花ざかりの君たちへ〜イケメン♂パラダイス〜 第4話・第10話 - 最終話（2007年7月24日・9月4日 - 18日、フジテレビ） - 佐野森 役
- 土曜ワイド劇場「隠蔽捜査」（2007年10月28日、テレビ朝日） - 竜崎邦彦 役
  - 土曜ワイド劇場 隠蔽捜査2〜果断〜（2008年10月4日）
- 交渉人〜THE NEGOTIATOR〜 第6話・第7話（2008年2月14日・21日、テレビ朝日） - 飯塚良博 役
- 猟奇的な彼女 第6話 - 第9話（2008年5月25日 - 6月15日、TBS） - 高見良祐 役
- シバトラ〜童顔刑事・柴田竹虎〜（2008年7月8日 - 9月16日、フジテレビ） - 河東学人 役
  - シバトラ〜童顔刑事!史上最大の危機スペシャル〜（2009年5月9日）
  - シバトラ〜さらば、童顔刑事スペシャル〜（2010年5月22日）
- LOVE17（2008年12月28日、メ〜テレ） - 亜月慎也 役
- RESCUE〜特別高度救助隊（2009年1月24日 - 3月21日、TBS） - 小日向剛 役
- 疑惑（2009年1月24日、テレビ朝日） - 登坂暁 役
- ラブシャッフル 第4話（2009年2月6日、TBS） - 滝川陽治 役
- ふたつのスピカ（2009年6月18日 - 7月30日、NHK） - 府中野新之介 役
- 連続テレビ小説（NHK）
  - ウェルかめ（2009年 - 2010年） - 山田勝乃新 役
  - らんまん 第27回 - （2023年5月9日 - ） - 倉木隼人 役[22]
- しぇいけんBABY! -Shakespeare Syndrome-（2010年1月3日、フジテレビ） - 志摩エイタ 役
- タンブリング（2010年4月17日 - 6月26日、TBS） - 木山龍一郎 役
- 新・ミナミの帝王（関西テレビ） - 坂上竜一 役
  - 新・ミナミの帝王 （2010年9月21日）
  - 新・ミナミの帝王 #2（2011年3月27日）
  - 新・ミナミの帝王 #3（2012年1月7日）
  - 新・ミナミの帝王 #4（2012年3月17日）
  - 新・ミナミの帝王 #5（2013年1月5日）
  - 新・ミナミの帝王 #6（2013年3月16日）
  - 新・ミナミの帝王 #7（2014年1月5日）
  - 新・ミナミの帝王 #8（2014年2月8日）
  - 新・ミナミの帝王 #9（2015年1月4日）
  - 新・ミナミの帝王 #10（2015年1月12日）
  - 新・ミナミの帝王 #11（2016年1月17日）
  - 新・ミナミの帝王 #12（2017年1月9日）
  - 新・ミナミの帝王 #13（2017年1月14日）
  - 新・ミナミの帝王 #14（2018年1月6日）
  - 新・ミナミの帝王 #15（2018年1月13日）
  - 新・ミナミの帝王 #16（2019年1月5日）
  - 新・ミナミの帝王 #17（2019年1月14日）
  - 新・ミナミの帝王 #18（2020年1月13日）[23]
  - 新・ミナミの帝王 #19（2020年1月18日）[23]
  - 新・ミナミの帝王 #20（2021年3月23日）
  - 新・ミナミの帝王 #21（2022年3月22日）
  - 新・ミナミの帝王 #22（2023年3月25日）[24]
- 流れ星 第1話（2010年10月18日、フジテレビ） - 藤代誠 役
- おじいちゃんは25歳（2010年11月15日 - 25日、TBS） - 栗原健介 役
- 告発〜国選弁護人 第1話・第6話（2011年1月13日・2月17日、テレビ朝日）
- LADY〜最後の犯罪プロファイル〜 第3話（2011年1月21日、TBS） - 中野正敏 役
- 桜蘭高校ホスト部（2011年7月22日 - 9月30日、TBS） - 鳳鏡夜 役
- 月曜ゴールデン「警視庁再犯防止課 真崎英嗣」（2011年8月1日、TBS） - 戸部翔太 役
- 大河ドラマ（NHK）
  - 平清盛（2012年） - 平家盛 役
  - 花燃ゆ（2015年10月18日 - 12月13日） - 星野長太郎 役
  - いだてん〜東京オリムピック噺〜（2019年） - 鶴田義行 役
  - 豊臣兄弟!（2026年1月〈予定〉- ） - 前田利家 役[25]
- ドラゴン青年団（2012年7月17日 - 9月25日、毎日放送） - カズキ 役
- ハイスクール歌劇団☆男組（2012年10月6日、中部日本放送） - 主演・米原弘樹 役
- 世にも奇妙な物語2012 秋の特別編「心霊アプリ」（2012年10月6日、フジテレビ） - 伊藤和人 役
- 勇者ヨシヒコと悪霊の鍵 第6話（2012年11月16日、テレビ東京） - ネルソン 役
- いつか陽のあたる場所で（2013年1月8日 - 3月12日、NHK） - 小森谷尚之 役
  - いつか陽のあたる場所で スペシャル（2014年4月1日）
- 鴨、京都へ行く。-老舗旅館の女将日記-（2013年4月9日 - 6月18日、フジテレビ） - 加茂京介 役
- 土曜ドラマ「夫婦善哉」（2013年8月24日 - 9月14日、NHK） - 維康桐介 役
- SUMMER NUDE 第8話（2013年8月26日、フジテレビ） - 山田ハジメ 役
- 鍵のない夢を見る 第2夜「美弥谷団地の逃亡者」（2013年9月8日、WOWOW） - 柏木陽次 役
- 木曽オリオン（2014年1月22日、NHK BSプレミアム） - 伊坂輝夫 役
- ブラック・プレジデント 第9話（2014年6月3日、関西テレビ） - 田島洋一 役
- ドラマスペシャル「事件救命医2〜IMATの奇跡〜」（2014年6月15日、テレビ朝日） - 戸倉 役
- 玉川区役所 OF THE DEAD 第7話、第9話 - 最終話（2014年11月15日、11月29日 - 12月20日、テレビ東京） - 香川康介（走るゾンビ） 役
- ああ、ラブホテル 第一夜（2014年11月23日、WOWOW） - 須賀芳明 役
- 太鼓持ちの達人〜正しい××のほめ方〜 第1話（2015年1月12日、テレビ東京） - 佐藤直哉 役
- 女くどき飯 最終話（2015年3月15日、毎日放送） - 大浦智也 役
- 戦う!書店ガール（2015年4月14日 - 6月9日、関西テレビ） - 小幡伸光 役
- インテリワードBAR 見えざるピンクのユニコーン 第12話・第13話（最終話）（2015年6月19日 - 6月26日、BSジャパン） - 神 役
- ホテルコンシェルジュ 第3話（2015年7月21日、TBS） - 松山惣太郎 役
- エイジハラスメント 第5話（2015年8月6日、テレビ朝日） - 上田俊之 役
- 第2回ドラマ甲子園「なんでやねん受験生」（2015年8月30日、フジテレビTWO） - 講師・高橋 役
- 経世済民の男「小林一三 〜夢とそろばん〜」後編（2015年9月12日、NHK総合） - 企画院官僚 役[注 1]
- ハッピー・リタイアメント（2015年10月18日、テレビ朝日） - 樋口タイキ 役
- ジャングル・フィーバー（2016年1月11日、NHK BSプレミアム） - 嶋田治彦 役
- 大阪環状線 ひと駅ごとの愛物語 第6話 福島駅「屋根の暗号」（2016年2月16日、関西テレビ） - 信太 役
  - 大阪環状線 ひと駅ごとの愛物語 Part.2　第7話 今宮駅「獅子おどし」（2017年2月28日）
- 嫌な女 第4回（2016年3月27日、NHK BSプレミアム） - 太田俊輔 役
- 忠臣蔵の恋〜四十八人目の忠臣〜（2016年9月24日 - 2017年2月25日、NHK総合） - 勝田善左衛門 役
- 潜入捜査アイドル・刑事ダンス（2016年10月9日 - 12月25日、テレビ東京） - 黒澤裕也（ユーヤ） 役[26]
- 雲霧仁左衛門（NHK BSプレミアム）- 大工小僧七松 役
  - 雲霧仁左衛門3（2017年1月6日 - 2月24日）
  - 雲霧仁左衛門4（2018年9月7日 - 10月19日）
  - 雲霧仁左衛門5（2022年1月14日 - 3月4日）
- 銀と金 第7話 - 第10話（2017年2月18日 - 3月11日、テレビ東京） - 西条達也 役
- バウンサー（2017年4月14日 - 6月16日、BSスカパー!） - 柿根洋介 役
- あいの結婚相談所 第4話（2017年8月18日、テレビ朝日） - 美濃大悟 役
- 下北沢ダイハード 第11話「父親になりすます男」（2017年9月29日、テレビ東京） - 新郎・丹澤航平 役
- フリンジマン〜愛人の作り方教えます〜（2017年10月8日 - 12月24日、テレビ東京） - 田斉治 役
- 学校へ行けなかった私が「あの花」「ここさけ」を書くまで（2018年9月1日、NHK BSプレミアム） - 福岡護 役
- 日経ドラマスペシャル 琥珀の夢（2018年10月5日、テレビ東京） - 鳴江寿太郎 役[27]
- なめとんか やしきたかじん誕生物語（2018年11月20日、関西テレビ） - たかじんの親友で祇園のクラブ店員・田村ダイスケ役
- ゾンビが来たから人生見つめ直した件（2019年1月19日 - 3月9日、NHK総合） - 小池智明 役[28]
- 浮世の画家（2019年3月24日、NHK BS8K / 3月30日、NHK総合） - 青年松田 役
- マンゴーの樹の下で〜ルソン島、戦火の約束〜（2019年8月8日、NHK総合） - 宮野支店長 役
- 刑事ゼロ スペシャル（2019年9月15日、テレビ朝日） - 曽根和海 役
- 特命刑事 カクホの女 2（2019年10月18日 - 12月6日、テレビ東京） - 城田正樹 役[29]
- 37セカンズ（2019年12月5日、NHK BSプレミアム） - 俊哉 役
- ウレロ☆未開拓少女 最終話（2019年12月23日、テレビ東京） - 大東 役[30]
- 伝説のお母さん（2020年2月1日 - 3月21日、NHK総合） - マサムネ 役[31]
- ケイジとケンジ〜所轄と地検の24時〜 第4話（2020年2月6日、テレビ朝日） - 太郎丸直樹 役
- 浦安鉄筋家族 4発目・5発目・9発目・10発目・12発目（2020年5月2日・9日・9月5日・12日・26日、テレビ東京） - 春巻龍 役[32]
- 路〜台湾エクスプレス〜（2020年5月16日 - 30日、NHK総合） - 池上繁之 役
- 必殺仕事人2020（2020年6月28日、ABC・テレビ朝日） - 五十嵐鉄三郎 役
- 銀座黒猫物語 第3話 はち巻岡田編（2020年7月31日、関西テレビ） - 主演・竹井洋一 役
- 妖怪シェアハウス（2020年8月1日 - 9月19日、テレビ朝日） - 原島響人 役[33]
- 正月時代劇 ライジング若冲 天才 かく覚醒せり（2021年1月2日、NHK総合・NHK BS4K） - 池大雅 役[34]
- アクターズ・ショート・フィルム「GET SET GO」（2021年1月23日、WOWOWプライム） - 隼人 役[35][36]
- DIVE!!（2021年4月15日 - 7月1日、テレビ東京） - 小宮静人 役[37]
- 広域警察（2021年6月24日、テレビ朝日系） - 伊達敏 役
- うきわ -友達以上、不倫未満-（2021年8月9日 - 9月27日、テレビ東京） - 中山拓也 役 [38]
- IP〜サイバー捜査班 第8話・最終話（2021年9月9日・16日、テレビ朝日） - 西堂牧彦（メディアアーティスト）役
- 前科者 -新米保護司・阿川佳代- 第3話・第4話（2021年12月4日・11日、WOWOW） - 石川二朗 役[39]
- 忠臣蔵狂詩曲No.5 中村仲蔵 出世階段 前編・後編（2021年12月4日・11日、NHK BSプレミアム） - 中村傳蔵のちの二代目市川八百蔵 役[40]
  - 総合テレビ版（2022年12月10日・17日、NHK総合）
- にんげんこわい 第2話「辰巳の辻占」（2022年2月13日、WOWOW） - 菊次郎 役[41]
- アイゾウ 警視庁・心理分析捜査班（2022年3月29日、フジテレビ） - 鷲尾哲也 役[42]
- 拾われた男 Lost Man Found 第1話・第2話・第5話・第10話（2022年6月26日 - 8月28日、NHK BSプレミアム・ディズニープラス）- 杉田 役[43]
- OUR STORIES〜120秒の物語〜 第17話「ぶきっちょ」（2022年9月1日、関西テレビ） - 紀彦 役
- スタンドUPスタート 第1話（2023年1月18日、フジテレビ） - 音野圭一郎 役[44]
- 超人間要塞ヒロシ戦記（2023年2月13日 - 3月16日、NHK総合） - 実次郎・フォン・エリック 役[45]
- 心霊内科医 稲生知性 第4夜（2023年3月30日、フジテレビ） - 平山実 役
- アナウンサーたちの戦争（2023年8月14日、NHK総合） - 志村正順 役[46]
- ハイエナ 第1話 - 第3話（2023年10月20日 - 11月3日、テレビ東京） - 三鬼修吾 役[47]
- 大奥 Season2「幕末編」第17回 - （2023年11月14日 - 12月12日、NHK総合） - 一橋慶喜 役[48]
- 仮想儀礼（2023年12月3日 - 2024年2月11日、NHK BS・NHK BSプレミアム4K） - 主演・矢口誠 役（青柳翔とダブル主演）[49]
- 厨房のありす（2024年1月21日 - 3月24日、日本テレビ） - 三ツ沢金之助 役[50]
- JKと六法全書（2024年4月19日 - 6月7日、テレビ朝日） - 早見新一郎 役[51][52]
- 嗤う淑女（2024年7月27日 - 9月21日、東海テレビ・フジテレビ） - 麻生 役[53]
- ビリオン×スクール 第6話（2024年8月9日、フジテレビ） - パーティーの司会者 役（友情出演）[54]
- ひだまりが聴こえる 第9話 - （2024年8月28日、テレビ東京） - 千葉祐一 役[55]
- あのクズを殴ってやりたいんだ（2024年10月8日 -  12月3日、TBS） - 平山大地 役 [56]
- あの夜をすくいに（2025年3月29日、朝日放送テレビ） - 隼人 役[57]
- バレエ男子!（2025年5月2日 - 6月20日、毎日放送） - 守山正信 役[58]
- ダメマネ! -ダメなタレント、マネジメントします- 第5話（2025年5月18日、日本テレビ） - 溝口 役[59]
- シバのおきて〜われら犬バカ編集部〜（2025年9月30日〈予定〉 - 、NHK総合） - 主演・相楽俊一　役[60]

### 映画
- 岸和田少年愚連隊 カオルちゃん最強伝説 中華街のロミオとジュリエット （2007年） - 黄正英 役
- クローズZEROシリーズ- 桐島ヒロミ 役
  - クローズZERO（2007年10月27日）
  - クローズZERO II（2009年4月11日）
- リアル鬼ごっこ（2008年2月2日） - 佐藤洋 役
- 旅立ち〜足寄より〜（2008年11月22日） - 主演・松山千春 役
- 泣きたいときのクスリ（2009年1月10日） - 主演・龍一 役
- 腐女子彼女。（2009年5月2日） - 主演・諏訪ヒナタ 役
- 女の子ものがたり（2009年8月29日） - たか 役
- 劇場版 テニスの王子様 英国式庭球城決戦!（2011年9月3日） - シウ 役（声の出演）
- 逆転裁判（2012年2月11日） - 糸鋸圭介 役
- 桜蘭高校ホスト部（2012年3月17日） - 鳳鏡夜 役
- HK 変態仮面（2013年4月13日、ティ・ジョイ） - さわやか仮面 役
- 自分の事ばかりで情けなくなるよ（2013年10月26日） - ツダ 役
- ねこにみかん（2014年3月22日） - 上野山智弘 役
- 白ゆき姫殺人事件（2014年3月29日） - 江藤慎吾 役
- 俺たちの明日（2014年4月5日） - トシ（小田切俊郎）役
- 女子ーズ（2014年6月7日） - 成瀬輝彦 役
- TOKYO TRIBE（2014年8月30日公開） - 「シンヂュク HANDS」巌 役
- THE NEXT GENERATION -パトレイバー- 第6章 Episode11「THE LONG GOODBYE」（2014年11月29日） - 高遠航 役
- 表と裏シリーズ - 主演・郡司昭次(竜神会箕輪組組員) 役 (遠藤要とW主演)
  - 第1章 （2015年3月14日）
  - 第2章 （2015年4月3日）
  - 第3章 （2015年7月3日）
  - 第4章 （2015年10月）
  - 第5章 （2016年1月）
  - 最終章 （2016年2月6日）
- ガールズ・ステップ（2015年9月12日） - 奥田知哉 役
- 海難1890（2015年12月5日） - 信太郎 役
- グッドモーニングショー（2016年10月8日） - 府川速人 役[61]
- 劇場版 新・ミナミの帝王（2017年1月14日） - 坂上竜一 役
- ゲキ×シネ『乱鶯』（2017年4月15日） - 小橋勝之助 役
- 望郷『光の航路』（2017年9月16日） - 主演・航 役
- BRAVE STORM ブレイブストーム（2017年11月10日） - 主演・春日光二 役（渡部秀とW主演）
- 曇天に笑う（2018年3月21日） - 鷹峯誠一郎 役
- YOU達HAPPY映画版 ひまわり（2018年8月4日） - 大海夏生 役
- 平成仮面ライダー20作記念 仮面ライダー平成ジェネレーションズ FOREVER（2018年12月22日） - ティード[62] 役
- 108〜海馬五郎の復讐と冒険〜（2019年10月25日） - ホスト・聖矢 役[63]
- 37セカンズ（2020年2月7日） - 俊哉 役[64]
- 明日の食卓（2021年5月28日） - 石橋太一 役[65]
- 草の響き（2021年10月8日） - 佐久間研二 役
- 破戒（2022年7月8日）[66] - 高柳利三郎 役
- バイオレンスアクション（2022年8月19日） - アヤべ 役[67]
- Gメン（2023年8月25日） - 桜井稜 役[68]
- 罪と悪（2024年2月2日） - 吉田晃 役[69][70]
- 映画 マイホームヒーロー（2024年3月8日） - 薬師寺 役[71]
- 劇場版 アナウンサーたちの戦争（2024年8月16日） - 志村正順 役[72]
- 岸辺露伴は動かない 懺悔室（2025年5月23日） - 水尾 役[73]
- ROPE（2025年7月25日） - 大林達也 役[74]

### 舞台
- タンブリング（2010年9月9日 - 14日、赤坂ACTシアター） - 主演・木山龍一郎 役
- 金閣寺（2011年1月29日 - 2月14日、神奈川芸術劇場 / 7月21日 - 24日、ニューヨーク・ローズシアター〈リンカーンセンター・フェスティバル参加作品〉） - 鶴川 役
- 港町純情オセロ（劇団☆新感線プロデュース / 2011年4月15日 - 22日、シアターBRAVA! / 4月30日 - 5月15日、赤坂ACTシアター） - 沖元准 役
- 金閣寺 The Temple of the Golden Pavilion 日本凱旋公演（2012年1月19日 - 22日、梅田芸術劇場 メインホール / 1月27日 - 2月12日、赤坂ACTシアター） - 鶴川 役
- スマートモテリーマン講座 第3弾（2013年1月17日 - 27日、天王洲 銀河劇場 / 2月1日 - 3日、梅田芸術劇場 シアター・ドラマシティ / 2月9日、キャナルシティ劇場） - 主演・幹男 役
- 音楽劇「もっと泣いてよフラッパー」（2014年2月8日 - 3月2日、シアターコクーン / 3月7日 - 9日、まつもと市民芸術館 / 3月14日 - 16日、シアターBRAVA!） - クランチ・チャーリー 役
  - のちに『COCOON Movie!!芸術監督名作品』にて収録映像蔵出し上映（2020年10月6日 - 11日）
- カッコーの巣の上で（2014年7月5日 - 8月3日、東京芸術劇場 プレイハウス / 8月6日 - 17日、兵庫県立芸術文化センター 阪急中ホール） - ビリー 役
- 劇団鹿殺し15周年記念公演「キルミーアゲイン」（2016年1月9日 - 20日、本多劇場 / 1月28日 - 31日、ABCホール） - 主演・藪中健 役
- 劇団☆新感線春興行-いのうえ歌舞伎《黒》black『乱鶯』（2016年3月5日 - 4月1日、新橋演舞場 / 4月13日 - 30日、梅田芸術劇場メインホール / 5月8日 - 16日、北九州芸術劇場大ホール） - 小橋勝之助 役
- 新ロイヤル大衆舎「王将」三部作（2017年4月27日 - 5月14日、小劇場「楽園」） - 三吉の弟子 森川役（二部と三部に出演）
- 舞台「プルートゥ PLUTO」（2018年1月7日 - 28日、シアターコクーン / 2月、イギリス・オランダ・ベルギーにてヨーロッパツアー / 3月9日 - 14日、森ノ宮ピロティホール） - ゲジヒト 役
- ハングマン（2018年5月12日 - 13日、彩の国さいたま芸術劇場 / 5月16日 - 27日、世田谷パブリックシアター/ 6月9日 - 10日、穂の国とよはし芸術劇場PLAT主ホール / 6月15日 - 17日、ロームシアター京都サウスホール / 6月21日-22日、北九州芸術劇場中劇場） - ムーニー 役
- 美しく青く（2019年7月11日 - 28日、シアターコクーン / 8月1日 - 3日、森ノ宮ピロティホール） - 古谷勝 役[75]
- 欲望のみ（2020年6月13日・14日、穂の国とよはし芸術劇場PLAT主ホール / 6月18日 - 7月12日、本多劇場 / 7月16日 - 19日、兵庫県立芸術文化センター阪急中ホール）→ 公演中止 [76][77]
- COCOON PRODUCTION 2021+大人計画「パ・ラパパンパン」（2021年11月3日 - 28日、Bunkamura シアターコクーン / 12月4日 - 12日、森ノ宮ピロティホール）フレッド 役
- 岩井秀人プロデュース「いきなり本読み！」（2021年12月22日、東京国際フォーラム ホールC）
- COCOON PRODUCTION 2022 DISCOVER WORLD THEATER vol.12『みんな我が子』-All My Sons-（2022年5月10日 - 30日、Bunkamura シアターコクーン / 6月3日 - 8日、森ノ宮ピロティホール）
- ミュージカル「夜の女たち」（2022年9月13日 - 10月16日、KAAT神奈川芸術劇場ほか） - 栗山謙三 役[78]
- Bunkamura Production 2024 DISCOVER WORLD THEATRE vol.14「What If If Only-もしも もしせめて」（2024年9月10日 - 29日、世田谷パブリックシアター / 10月4日 - 7日、森ノ宮ピロティホール / 10月12日 - 14日、キャナルシティ劇場）[79]

### 配信ドラマ
- 就活戦線異状あり（2010年5月3日 - 31日、LISMO Channel 月曜ドラマ内） - 主演・ケンイチ 役
- 7days backpacker - 海外紀行DVDに出演（イスタンブール〜カッパドキアなどトルコ旅行編。2010年にBSジャパンでダイジェスト版が放送された）
- 虹の向こうへ（2010年11月1日 - 2011年1月31日、BeeTV） - 池内達郎 役
- ラヴコンシェル 第3週「待つ男と待つ女」（2012年12月3日〜12月7日、NOTTV） - 主演・辰雄 役
- 消しゴム屋 3D（2012年12月29日、スカチャン3D） - テツ 役
- 東京アリス（2017年8月 - 11月、Amazon Prime Video） - 翡山晃央 役
- 湘南純愛組! 第7話・最終話（2020年2月28日、Amazon Prime Video） - 真樹京介 役[80]
- CULUMCY JOURNY（2020年5月28日 - 30日、Instagram） - かーくん 役
- ギルガメッシュFIGHT（2022年12月25日 - 2023年1月28日、Paravi） - 栗田淳一 役[81]

### テレビ番組・配信番組
- 世界ウルルン滞在記（2006年9月10日、毎日放送） - 初めて海外旅行で、台湾でスーフーを経験。
- 世界ウルルン滞在記"ルネサンス"（2007年6月24日、毎日放送）
- 世界ウルルン滞在記2008（2008年6月29日、毎日放送） - インドネシアのジャングル生活、「変なおじさん」伝授
- 地球感動配達人 走れ!ポストマン（2008年10月 - 2009年3月、毎日放送）
- 日立 世界・ふしぎ発見!（2008年11月1日 - 、TBS） - 準レギュラー解答者
- ジャンクSPORTS（2009年3月22日 - 2010年3月21日、フジテレビ） - レギュラーMC
- オールスター感謝祭2010春（2010年4月3日、TBS）
  - 総合成績　15位 23問 1:47.33
- 心ゆさぶれ!先輩ROCK YOU（2010年4月3日 - 2015年3月28日、日本テレビ） - レギュラー
- 鶴瓶のスジナシ（2012年10月3日、TBS）
- コントの劇場 〜The Actors' Comedy〜（2013年7月26日、NHK BSプレミアム）
- ノンフィクションW 浦沢直樹〜天才漫画家の終わらない旅〜（2018年6月23日、WOWOW） - ナレーション
- 異世界コント番組「猿以外の惑星」(1)(2)（2019年1月5日・12日、NH BSプレミアム）
- ザ・ドキュメント（関西テレビ） - ナレーション
  - 「カノジョと私の家族のカタチ」（2022年2月25日）
  - 「罪の行方〜神戸連続児童殺傷事件 被害者家族の25年」（2022年5月20日）
- NNNドキュメント「大きくなった赤ちゃん～ゆりかご15年～」（2022年11月27日、熊本県民テレビ） - ナレーション
- 8夜連続桐生一馬 龍が如く歴代作品連続生実況（2023年3月22日・23日、龍が如くスタジオ 公式YouTubeチャンネル） - スペシャルゲスト
- 龍スタTV#23（2024年9月22日、龍が如くスタジオ 公式YouTubeチャンネル） - ゲスト
- 紀の国スペシャル「俺たちが町に火を灯す～新宮　御燈祭り～」（2024年3月1日、NHK総合・和歌山県域） - ナレーション
- newsランナー（関西テレビ）
  - 番組内コーナー「大東駿介のそのトビラ、オープン！」- ロケおよびスタジオゲスト（2024年3月1日）
  - 番組内コーナー「大東駿介の発見！てくてく学」- 木曜レギュラー（2024年10月3日 - ）

### ラジオ
- 泣きたいときのクスリ2008　第1週「龍一の話」（2008年11月3日 - 6日、TOKYO FM） - 龍一 役[82]
- 貫地谷しほりのラジオ劇団・小さな奇跡 「鏡の中の私」（2010年3月15日 - 18日、TOKYO FM） - 雅人 役
- 岡田惠和 今宵、ロックバーで〜ドラマな人々の音楽談義〜　第102回（2014年1月11日、NHK-FM）[83]
- SOUNDS OF STORY〜ASADA JIRO LIBRARY〜 「銀色の雨」（2014年11月8日、J-WAVE）[84]
- FMヨコハマ開局30周年記念ラジオドラマ「エアチェック」（2015年12月27日、FMヨコハマ）[85]
- FMシアター 「地上5センチのアンチヒーロー」（2021年1月30日、NHK-FM） - 太田毅 役[86]
- 青春アドベンチャー 「夜に星を放つ」第7回・第8回『湿りの海』（2023年8月8日・9日、NHK-FM）[87]

### CM
- ソニー・コンピュータエンタテインメント「パタポン」（2007年）
- 東京メトロ TOKYO WONDERGROUND（2011年）
- サイバーエージェント Amebaモバイル（2011年）
- ハウス食品「唐辛子の力」（2011年）
- AdFlow｢制作現場の可視化｣篇（2022年）※タクシー広告
- kearny／acekearny 2024 Movie（2023年）

### ミュージック・ビデオ
- GReeeeN「人」（2007年11月14日）
- Spontania feat.伊藤由奈「今でもずっと」（2009年1月28日）
- Sunya「遠恋歌」（2010年3月10日）
- クリープハイプ「おやすみ泣き声、さよなら歌姫」（2012年10月3日）
- クリープハイプ「憂、燦々」（2013年5月1日）
- ユナク&ソンジェ  from 超新星の2ndミニアルバム『2Re:M』収録楽曲・「Song for you」（2017年8月9日）
- ドレスコーズ「襲撃」（2023年8月30日） - 重喜 役 ※収録アルバム「式日散花」のトレーラーにも出演。

### ゲーム
- FabStyle（2011年11月24日、コーエーテクモゲームス） - 森宮仁 役（声の出演）
- 龍が如くシリーズ （セガ）
  - 龍が如く5 夢、叶えし者（2012年12月6日） - 馬場茂樹 役[88]
  - 龍が如く 維新!（2014年2月22日） - 藤堂平助 役[89]
  - 龍が如く ONLINE（2018年11月21日）
  - 龍が如く8外伝 Pirates in Hawaii（2025年2月28日） - モーティマー 役[90]

## 書籍

### 写真集
- 制服男子（2008年1月17日、太田出版） ISBN 978-4-77-831106-3
- plus one（2009年7月17日、角川マーケティング） ISBN 978-4-04-895059-6
- an・an特別編集「Cool☆Boys 大東俊介」（2010年5月27日、マガジンハウス）ISBN 978-4-83-878594-0
- 月刊MEN 大東駿介（2012年1月27日、ポニーキャニオン）

### その他
- 通学区〜君は僕の傍にいる〜（2012年5月25日、集英社ピンキー文庫） - カバーモデル